# The Pillow Book
The Pillow Book és una pel·lícula eròtica dramàtica del 1996 escrita i dirigida per Peter Greenaway, protagonitzada per Vivian Wu com a Nagiko, una model japonesa a la recerca del plaer i una nova experiència cultural de diversos amants. La pel·lícula és una fusió del drama modern fosc amb temes i escenaris culturals idealitzats xinesos i japonesos, i se centra en la pintura corporal.

## Argument
El títol de la pel·lícula, "The Pillow Book", es refereix a un antic diari japonès escrit per Sei Shōnagon, el nom real del qual es creu que era Kiyohara Nagiko, d'on el nom de la protagonista a la pel·lícula.
La pel·lícula està narrada per Nagiko, una model d'origen japonès que viu a Hong Kong. Nagiko busca un amant que pugui igualar el seu desig de plaer carnal amb la seva admiració per la poesia i la cal·ligrafia. Les arrels d'aquesta obsessió es troben en la seva joventut a Kyoto, quan el seu pare escriuria personatges de bona fortuna a la seva cara. El pare de la Nagiko celebra el seu aniversari tornant a explicar el mite de la creació japonesa i escrivint sobre la seva carn amb una bella cal·ligrafia, mentre la seva tia llegeix una llista de "coses boniques" del Llibre de coixins de Sei Shōnagon. La tia de Nagiko li diu que quan tingui vint-i-vuit anys, el llibre oficial d'observacions tindrà oficialment 1000 anys, i que ella, Nagiko, tindrà la mateixa edat que Sei Shōnagon quan va escriure el llibre (a més de compartint el seu nom). La Nagiko també s'assabenta per aquesta època que el seu pare està sotmès al seu editor, "Yaji-san", que demana favors sexuals al seu pare a canvi de publicar la seva obra.

### Primers capítols
L'editor organitza el matrimoni de Nagiko amb el seu jove aprenent. El seu marit, un expert arquer, li molesta l'amor de Nagiko pels llibres i el seu desig de llegir, malgrat el seu aprenentatge. També es nega a satisfer els seus desitjos de plaer, negant-se a escriure al seu cos. Quan descobreix i llegeix el llibre de coixins de Nagiko, està extremadament ressentit, l’incendia i, per tant, incendia la seva casa conjugal, un esdeveniment que Nagiko descriu com el "primer gran incendi de [la seva] vida". Insultada i enfadada, Nagiko el deixa definitivament.
Amagada del seu marit, Nagiko es trasllada a Hong Kong. Malgrat la seva aversió a la pràctica, aprèn a tecanografiar per trobar feina. A l'exterior del seu apartament, un grup d'activistes protesta regularment contra la indústria editorial per la desforestació a causa de la necessitat de fabricar paper.
Després de treballar com a secretària a l'oficina d'una dissenyadora de moda japonesa durant un temps, l'empresari de Nagiko li agrada i la converteix en una de les seves models. Com a model de moda d'èxit, Nagiko contracta una minyona, ja que ara finalment té l'oportunitat d'explorar els seus desitjos sexuals escrivint-los. No obstant això, després de diversos assumptes, se sent insatisfeta amb tots ells: o tenen una gran caligrafia i són pèssims amants, o viceversa.
Un dia, al Cafe Typo, el lloc preferit de la Nagiko, coneix en Jerome, un traductor britànic. Intrigats pels seus coneixements, van a un espai privat on ella fa que Jerome escrigui al seu cos en diversos idiomes. Malgrat el seu interès, a la Nagiko no li agrada l'escriptura de Jerome i li ordena sortir. En Jerome sorprèn totalment la Nagiko, però, quan li demana que li ensenyi, oferint-li que escrigui al seu cos. Obrint la seva camisa, li ofereix a la Nagiko que "Usa el meu cos com les pàgines d'un llibre. Del teu llibre!". La Nagiko mai no havia tingut en compte aquest aspecte en els seus desitjos: els seus amants sempre escriuen al el seu cos. Quan ella marxa enrere i corre, Jerome es riu d'ella.
Espantada però molt intrigada pel suggeriment d'en Jerome, la Nagiko té diverses aventures d'una nit en què experimenta l'escriptura sobre els seus cossos. Un dels activistes, l'admirador Hoki, un fotògraf japonès que l'adora, demana a Nagiko que el prengui com a amant. Ella explica que no pot, ja que la seva pell no és bona per escriure: sempre que escriu sobre ell, la tinta s'unta i corre. Hoki, que no vol que la Nagiko continuï com ell, li suggereix que intenti escriure un llibre i s'ofereix a portar-lo a una editorial reconeguda per la qual treballa com autònom. A la Nagiko li agrada aquesta idea i escriu el seu primer llibre.
El llibre de Nagiko és retornat, i se li diu que el llibre "no val el paper on està escrit!". Insultada, Nagiko segueix l'adreça del sobre per enfrontar-se a l'editor. La Nagiko es sorprèn al descobrir que l'editor que va rebutjar el seu treball és en realitat Yaji-san, l'antic editor del seu pare. A més, l'editor té un jove amant: Jerome.
Dissenyant un pla, Nagiko decideix que arribarà a l'editor a través de Jerome. Tornant a trobar-se amb Jerome, Nagiko descobreix que ha après uns quants idiomes més i la seva caligrafia ha millorat molt. Nagiko i Jerome passen diverses setmanes explorant això, escrivint-se i fent l'amor. Nagiko aviat s'adona que, en Jerome, ha trobat l'amant perfecte que buscava: la parella amb qui compartir la seva passió física i poètica, utilitzant-se mútuament els cossos com a tauletes per al seu art.

### Escriptura dels llibres 1 – 6
Nagiko explica a Jerome la veritat i tota la història amb l'editor. Jerome té una idea: Nagiko escriurà el seu llibre sobre el cos de Jerome i Jerome el portarà a l'editorial. A Nagiko li encanta la idea i escriu Llibre 1: El llibre de l'agenda, amb personatges complexos de negre, vermell i daurat, sobre Jerome, mantenint la seva identitat anònima. El pla és un èxit: Jerome veu l'editor i exposa el llibre sobre el seu cos nu, i l'editor impressionat té una còpia del seu redactor.
Després d'explicar-li a la Nagiko l'èxit del pla, en Jerome li diu a la Nagiko que tornarà amb ella tan bon punt l'editor, que estava molt emocionat per l'experiència, el deixi marxar. Tanmateix, durant el seu temps amb l'editor, en Jerome sembla perdre la noció del temps i no torna amb Nagiko. La Nagiko, gelosa, impacient i enfadada, busca en Jerome i finalment el troba fent l'amor amb l'editor. Nagiko considera això com un rebuig i una traïció del pitjor tipus, i immediatament planeja venjar-se.
Sobre dos turistes suecs, Nagiko escriu Llibre 2: El llibre de l'Innocent i Llibre 3: El llibre de l'Idiota . Poc després, un vell corre nu pels carrers des de la botiga de l'editorial, amb Llibre 4: El llibre de la Impotència/Vellesa. Llibre 5: El llibre de l'Exhibicionista és lliurat per un estatunidenc gros i hiperactiu (Tom Kane; que en realitat estava més interessat en Hoki que en Nagiko).
La venjança de Nagiko és un èxit. Jerome està furiosament gelós i arriba a casa de Nagiko per enfrontar-se a ella. La Nagiko es nega a conèixer-lo, però, i no deixarà entrar en Jerome. La indignació de Jerome aviat es converteix en desesperació mentre ell li suplica que parli amb ell, però ella no ho farà.
Jerome s'enfonsa en una profunda depressió i es troba amb l'Hoki al Cafe Typo, desesperat per trobar una manera d'aconseguir que Nagiko el perdoni. Hoki suggereix que "espanti" a la Nagiko fingint el suïcidi, semblant a l'escena de la mort falsa a Romeu i Julieta i li dona algunes pastilles a Jerome.
En arribar a casa de la Nagiko mentre ella està fora, Jerome pren algunes de les píndoles i després escriu una pàgina, com si escrivís un llibre. Cada vegada que pren unes pastilles, escriu una altra pàgina, fent un seguiment de quantes pastilles pren a cada pàgina. Quan les píndoles fan efecte, Jerome no pot escriure més i s'estira al llit, nu, sostenint una còpia del llibre d'observacions de Sei Shōnagon.
El pla és un èxit: quan Nagiko torna a casa i es troba en Jerome, s'acosta a ell, amb ganes de renovar la seva relació i continuar els seus plans. No obstant això, el pla ha funcionat massa bé: en Jerome té una sobredosi de les píndoles i està mort. La Nagiko està devastada i s'adona del molt que l'estimava. Sobre el seu cadàver, Nagiko escriu Llibre 6: El llibre dels amants.
Al funeral d'en Jerome, la seva mare, una dona esnob de classe alta, li diu a la Nagiko que en Jerome sempre li agradaven les coses que estaven "de moda". Quan ella suggereix que probablement era per això que Jerome estimava Nagiko, Nagiko la colpeja.
Nagiko crema les seves possessions i torna al Japó. Després del funeral, l'editor exhuma en secret el cos de Jerome de la tomba i fa que la pell de Jerome, que encara porta l'escriptura, es desolla i es converteix en un grotesc llibre de coixins. La Nagiko s'assabenta de les accions de l'editor i es distreu i s’ndigna. Envia una carta a l'editor, mantenint la seva identitat en secret, exigint aquest llibre en particular de les mans de l'editor a canvi dels llibres restants. L'editor, ara obsessionat amb el seu misteriós escriptor i la seva obra, hi està d'acord.

### Escriptura dels llibres 7 – 13
Nagiko, ara embarassada del fill de Jerome, escriu Llibre 7: El llibre del Seductor en un missatger masculí. L'escriptura sobre ell està gairebé destruïda i indescifrable quan l'editor deixa accidentalment el missatger sota la pluja. Llibre 8: El llibre de la joventut es lliura com una sèrie de fotografies. Aleshores arriba un jove monjo budista que porta Llibre 9: El llibre dels Secrets escrit a tots els seus punts "secrets": entre els dits de les mans i els peus, l'interior de les cuixes. , etc.; el llibre es presenta en forma d'endevinalles. Quan arriba el següent missatger, està completament nu: no hi ha cap escrit. L'editor i el personal busquen qualsevol indici d'escriptura al cos nu del missatger. Quan l'editor el considera un engany, l'home treu la llengua, amb Llibre 10: El llibre del Silenci.
Les protestes dels activistes acaben quan el seu camió xoca contra un jove lluitador que porta Llibre 11: El llibre de la Traïció, just davant de l'oficina de l'editor. El següent missatger (Masaru Matsuda) simplement passa per l'oficina, donant poc temps per copiar Llibre 12: El llibre dels falsos inicis.
Finalment, Llibre 13: El llibre dels morts arriba al cos d'un lluitador de Sumo. En el llibre escrit sobre el cos del missatger, que l'editor llegeix atentament, Nagiko finalment revela la seva identitat confrontant l'editor amb els seus crims: xantatge i deshonra del seu pare, "corrompre" el seu marit, així com Jerome, i el que ha fet amb el cadàver de Jerome. L'editor, molt avergonyit i humiliat d'enfrontar-se a la seva culpa, lliura al missatger el llibre de coixins fet de la pell de Jerome i després fa que el missatger li talli la gola.
En recuperar el llibre fet amb la pell d'en Jerome, la Nagiko l'enterra sota un arbre bonsai i la vida continua. Ha donat a llum el fill de Jerome i es mostra a l'epíleg escrivint a la cara del seu fill, com feia el seu pare quan era petita i citant el seu propi llibre de coixins. Ara és el 28è aniversari de Nagiko.
L'herència bicultural de Nagiko té un paper clau en aquesta pel·lícula. Com a dona meitat xinesa i meitat japonesa, Nagiko navega per la seva doble cultura a través de l'exploració física i psicològica. Greenaway retrata aquesta exploració de manera subtil barrejant i canviant la iconografia asiàtica.

## Repartiment
- Vivian Wu com a Nagiko
  - Miwako Kawai com a jove Nagiko
  - Chizuru Ohnishi com a jove Nagiko
  - Shiho Takamatsu com a jove Nagiko
  - Aki Ishimaru com a jove Nagiko
- Ewan McGregor com a Jerome
- Yoshi Oida com l’editor
- Ken Ogata com el Pare
- Hideko Yoshida com a La tia / La criada
- Judy Ongg com a La mare
- Ken Mitsuishi com el marit
- Yutaka Honda com a Hoki
- Barbara Lott com la mare de Jerome
- Lynne Frances Wachendorfer com a germana de Jerome
- Phil Sherry com a funció de suport
- Helen Davison com a turista

## Recepció
La pel·lícula es va projectar a la secció Un Certain Regard al 49è Festival Internacional de Cinema de Canes. Andrew Johnston va declarar: "La majoria dels dispositius visuals característics de Greenaway (targetes de títol elaborades, imatges superposades) s'utilitzen aquí; però acompanyades de cançons d'U2 i música tradicional asiàtica, en lloc d'una partitura de Michael Nyman, semblen més frescos i dinàmics que abans. Els actors han de sotmetre's completament a la mecànica de Greenaway, però no hi ha cap mala actuació. McGregor i Oida (com a editor venal) estan especialment bé."
Les crítiques van ser mixtes i positives, ja que actualment té una puntuació del 67% a Rotten Tomatoes basat en 54 ressenyes amb el consens: "The Pillow Book és innegablement sensual i visualment fascinant, però la narrativa de la pel·lícula no té la atracció hipnòtica de les seves imatges".
La pel·lícula es va estrenar a 12 cinemes al Regne Unit (incloent-hi 6 a Londres), va recaptar 70.458 £ el cap de setmana d'estrena i va acabar en 14è lloc, però amb la mitjana per pantalla més alta de 5.872 £. A Londres, va ser la segona pel·lícula més taquillera del cap de setmana darrere de Michael Collins amb una recaptació de 53.925 £ brutes. IAls EUA, la pel·lícula es va estrenar en 7 pantalles i va recaptar 105.922 dòlars, amb una mitjana de 15.132 dòlars per pantalla i va arribar a recaptar 2,4 milions de dòlars

## Banda sonora
- Autopsia-Colonia CD Inclou el tema principal de la pel·lícula The Pillow Book, Staalplaat
- "Offering to the Saviour Gompo", interpretada per Buddhist Lamas & Monks of the Four Great Orders, cortesia de Lyrichord Disks New York
- "A Buddhist Prayer", interpretada per lames budistes i monjos de les quatre grans ordres, cortesia de Lyrichord Disks New York
- "Invocations of Gompo", interpretada per lames budistes i monjos de les quatre grans ordres, cortesia de Lyrichord Disks New York
- "Ranryo Ou", Court music of Japan, interpretada per Tokyo Gakuso, cortesia de Victor Entertainment
- "Nasori", música de la cort del Japó, interpretada per Tokyo Gakuso, cortesia de Victor Entertainment
- "Manzairaku", música de la cort del Japó, interpretada per Tokyo Gakuso, cortesia de Victor Entertainment
- "Wedding Song", interpretada per A Village Ensemble, Aqcha, Afganistan, cortesia de Topic Records Lrd
- "Blonde", interpretada per Guesch Patti & E. Daho, cortesia de EMI Music Publishing France SA
- "La Marquise", interpretada per Guesch Patti & Dimitri Tikovoi, cortesia de EMI Music Publishing France SA
- "La Chinoise", interpretada per Guesch Patti & Dimitri Tikovoi, cortesia de EMI Music Publishing France SA
- "Taimu-Mashin no nai Jidai", interpretada per Cawai Miwako, cortesia de Fun house Publishers, Inc
- "Daddy's Gonna Pay For Your Crashed Car", escrita per U2, interpretada per U2, cortesia de Polygram International
- "Sinfonia Concertante in A Fur Violine, Viola, Violoncello und Orchester", escrita per Wolfgang Amadeus Mozart, reconstructor Shigeaki Saegusa, interpretada per Mozarteum Orchester Salzburg, conductor Hans Graf, cortesia de May Music, Japan
- "Valse", extract de The First String Quartet "La Théorie", escrita per Walter Hus, interpretada per Quadro Quartet, cortesia de Het Gerucht / Uncle Dan's
- "Je suis la resurrection", interpretada per Autopsia, cortesia de Hypnobeat Records
- "Ai no Meguriai", interpretada per Judy Ongg, cortesia de Nichion
- "Qui Tolis", Extract from "Rome", escrita per Patrick Mimran, interpretada per James Bowman, cortesia de Wisteria Publishing, Amsterdam
- "Rose, Rose, I Love You", interpretada per Yao Lee, cortesia de EMI SE Asia Ltd
- "Teki wa Ikuman", interpretada per Ichiro Wakahara, cortesia de King Records
- "Aiba Shingun-ka", interpretada per Hachiro Kasuga, cortesia de King Records
- "Chicken Bandit-The-Blistered-Corn", interpretada per Lam Man Chun and Eric Tsang, cortesia de New Melody Publishing/Bird and Child Ltd
- "Suiren", interpretada per Yasuaki Shimizu, cortesia de Nippon Columbia Berlin

## Premis
Al XXIX Festival Internacional de Cinema Fantàstic de Sitges va guanyar el Premi a la millor pel·lícula i el premi a la millor fotografia.